# Anisia Uzeyman
Anisia Uzeyman (nascuda Anisziya Uwizeyimana el febrer de 1975 a Gihindamuyaga Mbazi a Ruanda) és una actriu, directora de cinema i dramaturga francesa d'origen ruandès.

## Biografia
Es va formar a l'escola del TNB a Rennes. Com a comediant,  ha treballat pel teatre, en particular, amb Françoise Lepoix (L'entre-deux rêves de Pitagaba i Io (Tragédie) de Kossi Efoui), Xavier Durringer (Surfeurs) i Sofie Kokaj. Al cinema, va actuar, entre d'altres, per a Emmanuel Finkiel i Florent-Emilio Siri (Nid de guêpes).
Va escriure i dirigir dos textos: Immaculé i HOW/Particule (a La Générale de Paris).
Està casada amb el raper estatunidenc Saul Williams, a qui va conèixer al plató de la pel·lícula Aujourd'hui. Plegats van dirigir el 2021 la pel·lícula Neptune Frost.

## Filmografia
| Any  | Pel·lícula      | Actriu | Guionista | Directora | Productorar | Notes         |
| ---- | --------------- | ------ | --------- | --------- | ----------- | ------------- |
| 2002 | Nid de guêpes   | Sí     | No        | No        | No          | Llargmetratge |
| 2012 | Aujourd'hui     | Sí     | No        | No        | No          | Llargmetratge |
| 2016 | Ayiti Mon Amour | Sí     | No        | No        | Sí          | Llargmetratge |
| 2016 | Dreamstates     | Sí     | Sí        | Sí        | Sí          | Llargmetratge |
| 2021 | Neptune Frost   | No     | No        | Sí        | No          | Llargmetratge |